# Starý židovský hřbitov na Smíchově
Starý židovský hřbitov na Smíchově, zvaný též radlický, byl založen roku 1788 kvůli nedostatku místa k pohřbívání na hřbitově v pražském Josefově. Hřbitov je přístupný po předchozí domluvě po telefonu či e-mailu. Od roku 1976 je zapsán jako kulturní památka.

## Poloha
Nachází se na severním úbočí kopce Na Brabenci, ve svahu nad radlickým údolím, pod dnešní ulicí U starého židovského hřbitova. Je obklopen dvěma nezastavěnými zalesněnými parcelami a obehnán kamennou zdí s dochovanou původní brankou. Les je parkově upraven a se zelení hřbitova tvoři souvislý celek.

## Historie
Na ploše 1531 m² takřka čtvercového půdorysu se dochovalo asi 600 náhrobních kamenů, z čehož 422 je viditelných. Jedná se o náhrobní kameny barokního, novogotického, klasicistního a moderního typu. Nejmladší náhrobní kámen pochází z roku 1937. 
Pohřben je zde například smíchovský rabín dr. Samuel Back (1841–1899). Na většině náhrobků jsou německé verše typické pro asimilované Židy konce 19. století, na mnohých též stopy po fotografiích zesnulých. Často se zde jako dekorativní materiál používalo zelené sklo.
Na jižní straně hřbitova v ulici U starého židovského hřbitova (čp. 2556) stojí malý památkově cenný klasicistní hrobnický domek (márnice) pocházející z 19. století, který procházel od roku 2003 celkovou adaptací k obytným účelům, která byla ukončena roku 2011. Jedná se přízemní budovu s tříosým průčelím, okny zasazenými v líci zdi s dřevěnými dveřmi oddělenými světlíkem.
Hřbitov v 80. a 90. letech 20. století několikrát poškodili vandalové, některé z náhrobků byly povaleny a několik ukradeno, prostor silně zarůstal břečťanem a také ohradní zeď byla na dvou místech silně narušena. Celý hřbitov od roku 1994 prochází postupnou stavební a restaurátorskou obnovou. Areál hřbitova je spravován Židovskou obcí v Praze skrze akciovou společnost Matana a.s., která vykonává správu většiny nemovitostí ve vlastnictví Židovské obce v Praze a od roku 2001 také Federace židovských obcí. 

## Galerie

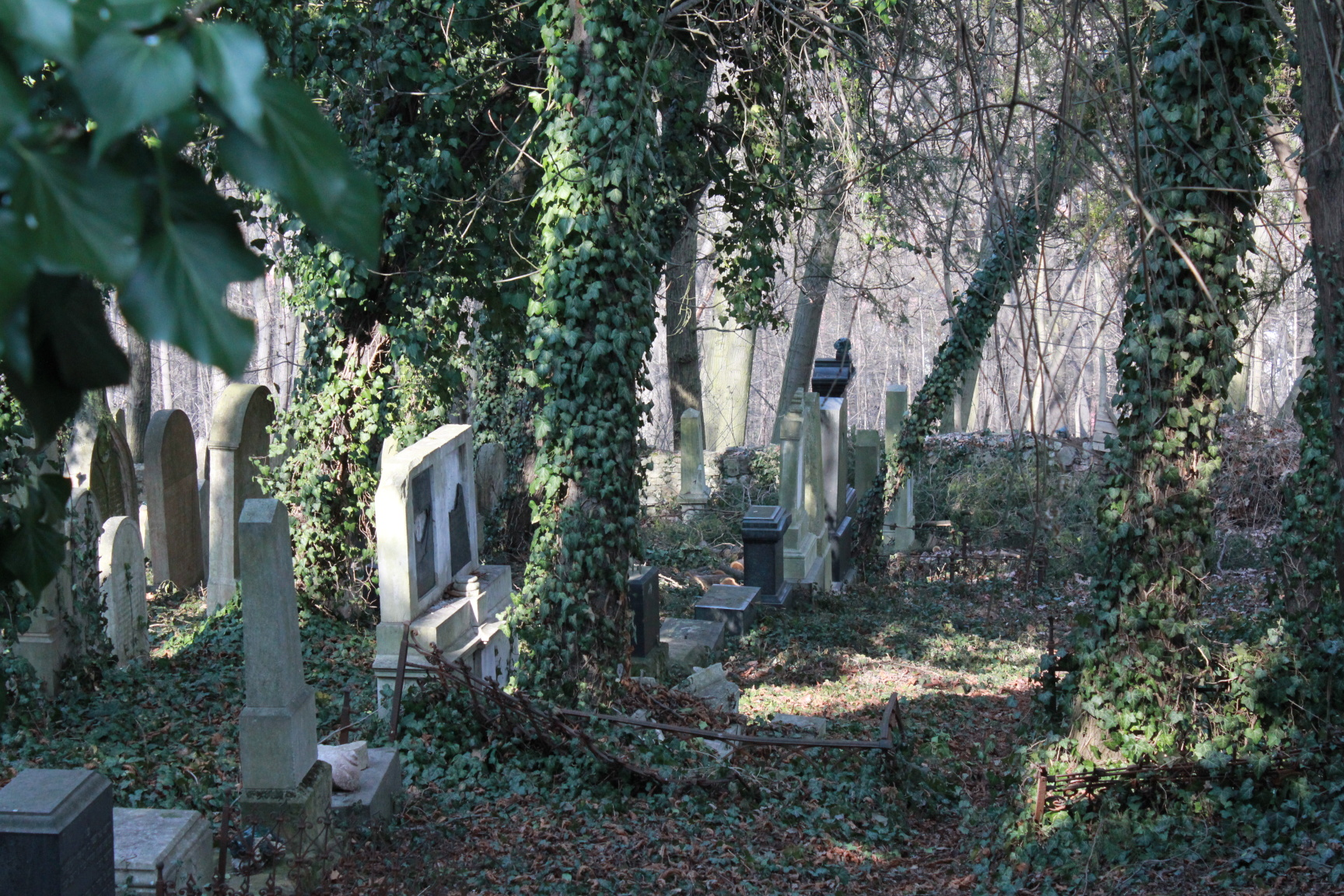
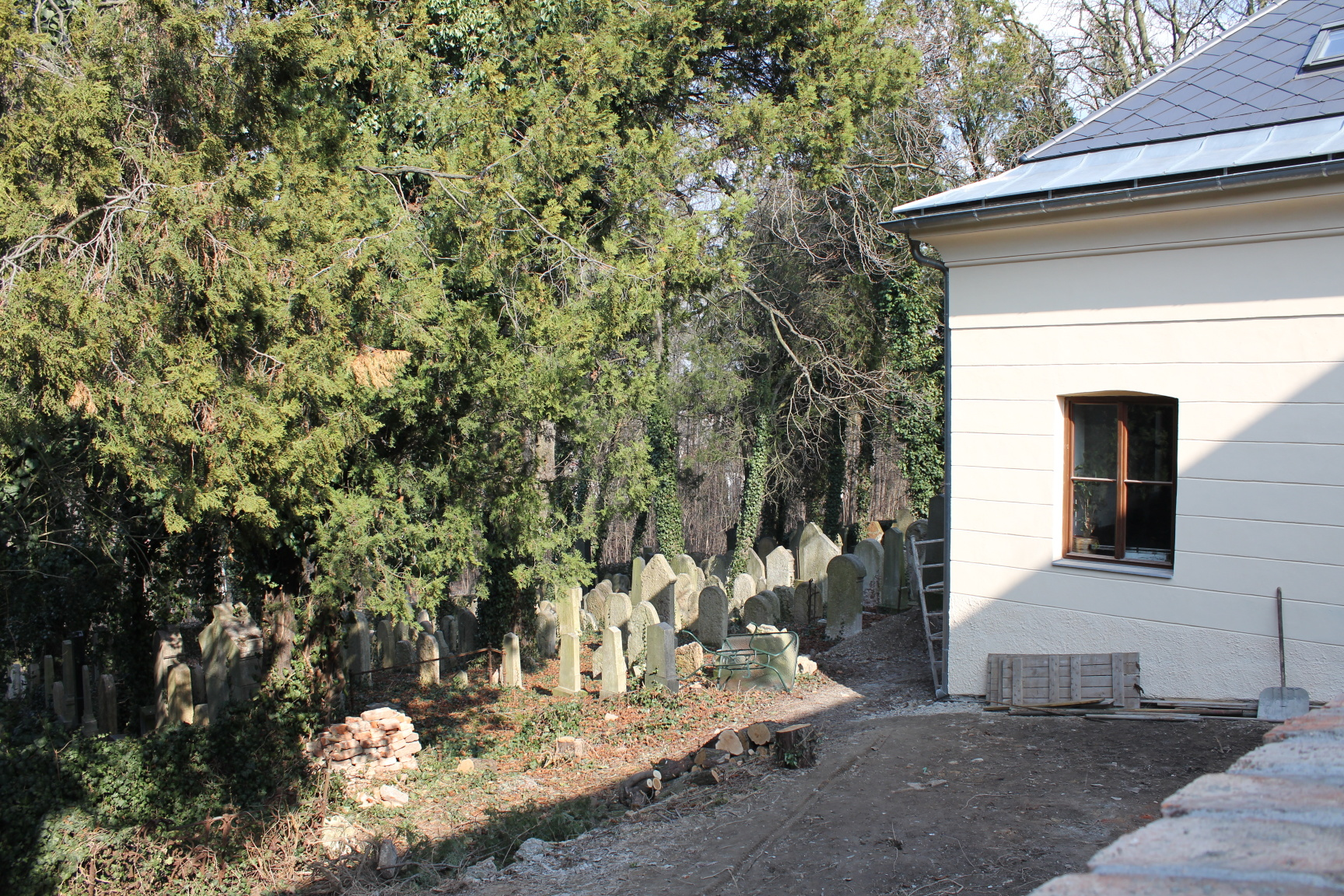
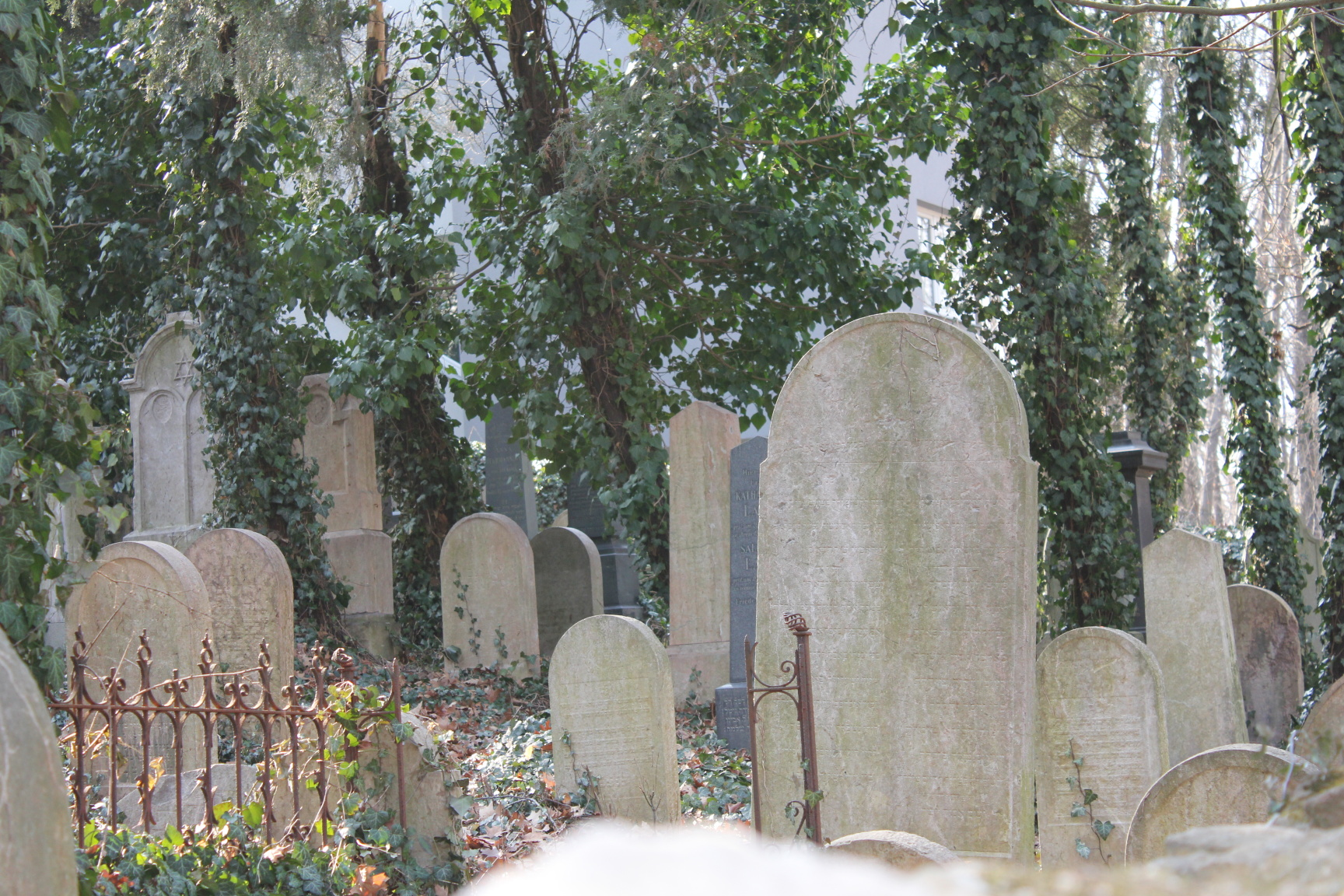
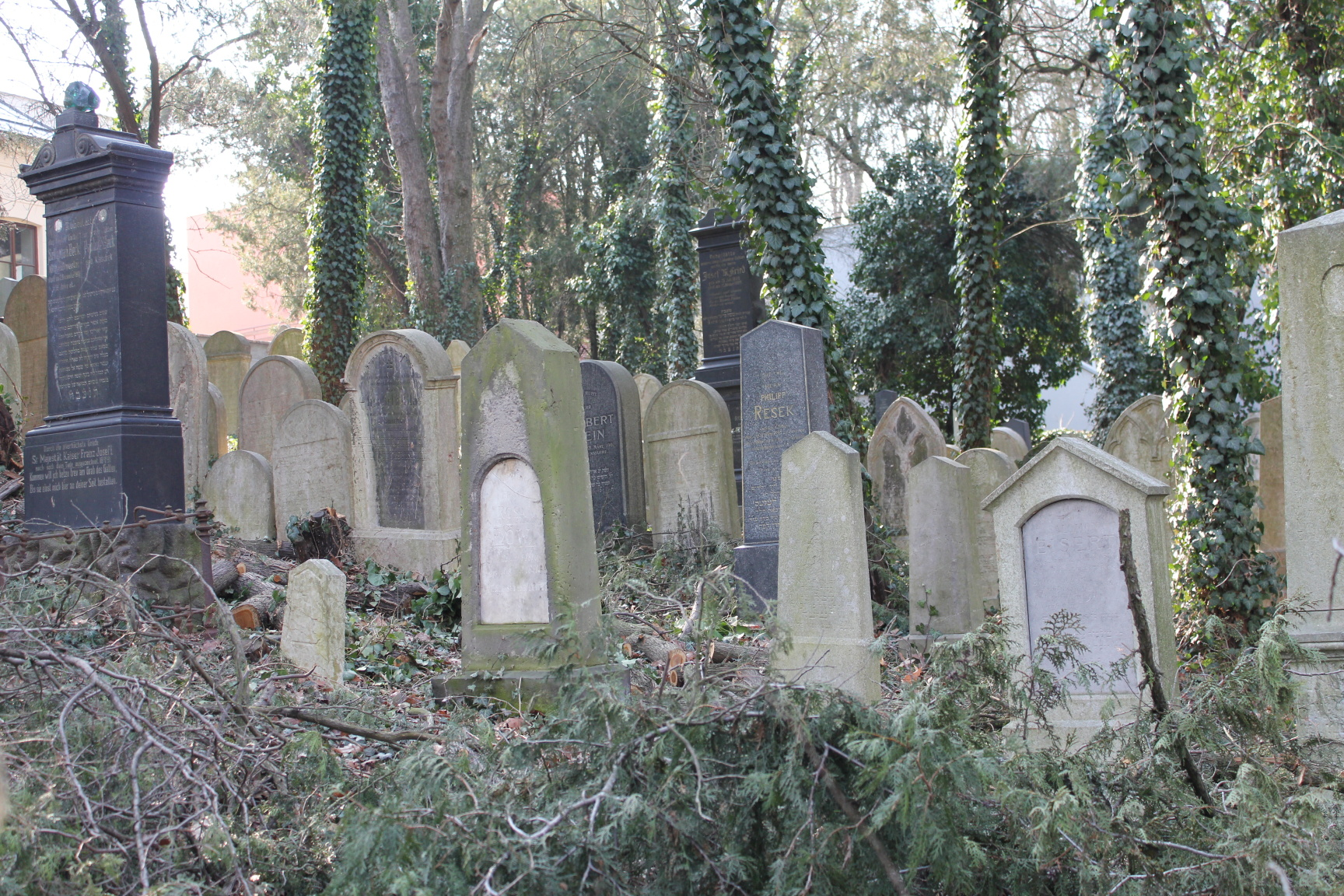